# 地域政党

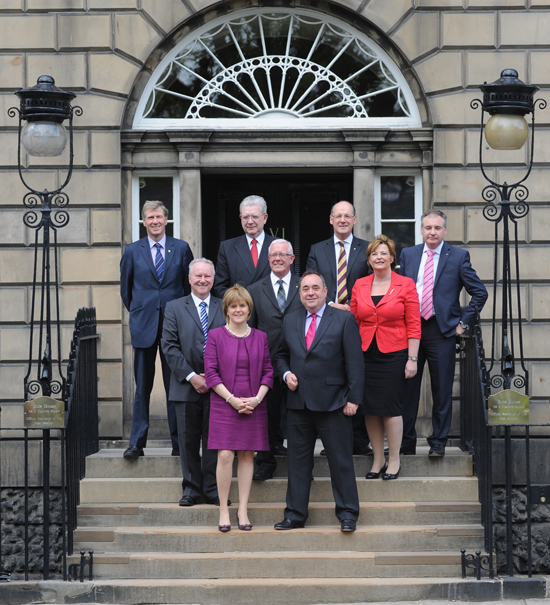
社会主義を基調とするスコットランドの地域政党
「スコットランド国民党」（「SNP」）

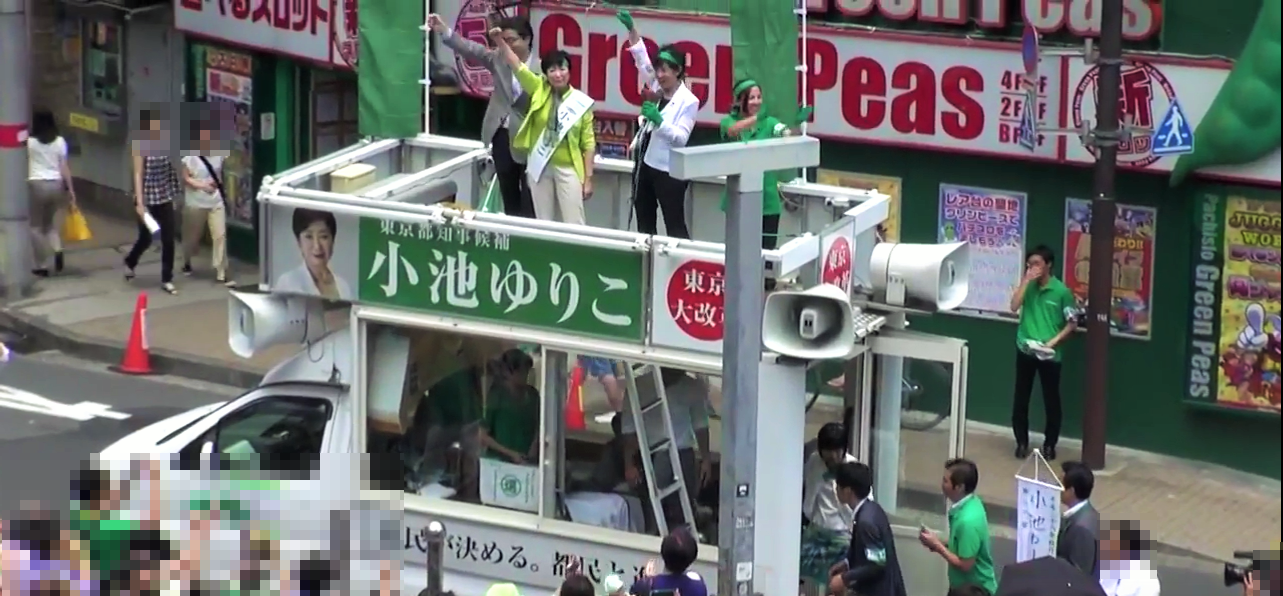
東京都の地域政党「都民ファーストの会」

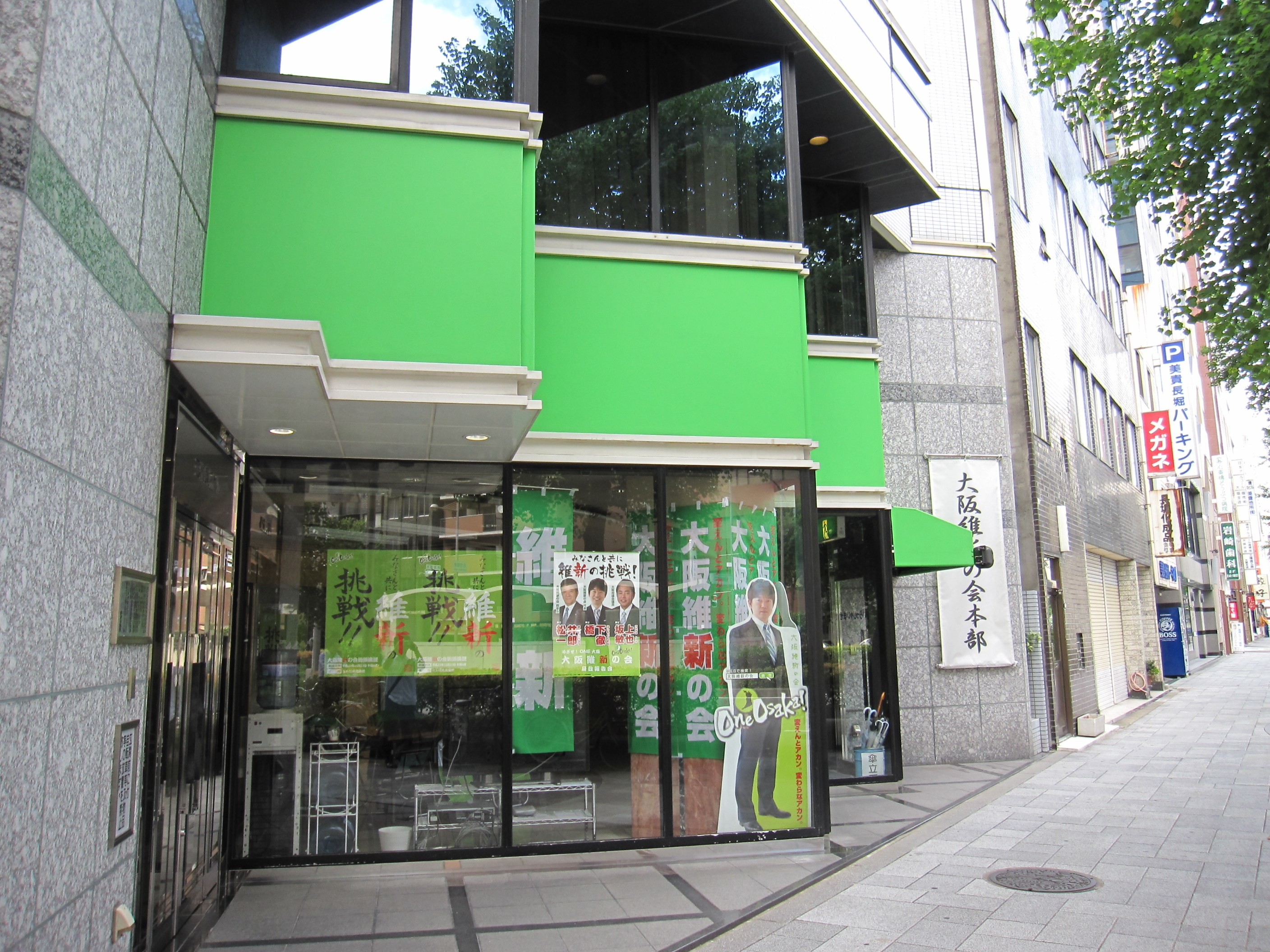
大阪府の地域政党「大阪維新の会」

地域政党（ちいきせいとう、英語: regional political party）または地方政党（ちほうせいとう、英語: local political party）は、特定の地域における地方政府や地方議会で活動する政党。
マスコミや有権者による便宜上の通称である。ローカルパーティという呼び方もある。対義語は、全国政党・国政政党。

## 地域政党の定義

### 日本の場合
日本の地域政党に関しては曖昧な部分が多く、公職選挙法および政党助成法上の「"政党"要件」のような法律上の定義づけはされていない。政党要件を満たす地域政党は現在（2024年11月）のところ存在しないが、政党要件を満たす国政政党である日本維新の会は地域政党の大阪維新の会が母体となっており、日本維新の会も大阪府を中心とする近畿地方が党の主な地盤であるため、国政政党でありながら地域政党としての要素を有している。
政党要件を満たさない政治団体のうち、地域政党的な側面を持ち、国会に議席を有している党は沖縄県の沖縄社会大衆党のみで、1議席を確保している。また当該議員は沖縄県選出の無所属議員と参議院会派「沖縄の風」を結成している。
前述の国会に議席を擁する政治団体や、大阪維新の会・減税日本・都民ファーストの会のように、首長が関与して地方議会でも一定規模の議席を占める規模の大きい地域政党もあれば、逆に地方議員が1人も所属していない規模の小さい地域政党も存在する。無論、掲げる政策や理念も各地域政党ごとに大きく異なっている。このようにこれといった地域政党の定義はなく一概には言えないが、一般に国政政党のように国政志向ではなく、地方を重視して活動する政治団体が地域政党だとされている。ただし近年では、地域政党を標榜する政治団体の中に、既成政党を離党した国会議員を受け入れる方針を掲げたり、地域の枠を超え全国に自党の候補の擁立を検討するなどの動きが見られるようになった。つまり地域政党という立場を脱して、国政政党化を目指す政治団体が複数登場してきたということである。そのため前述の定義も、今後変化する可能性もある。

### 日本以外の場合
日本以外の場合、イタリア北部の分離独立・連邦制導入を主張する同盟や、カナダのフランス語圏であるケベック州の分離独立を主張するブロック・ケベコワ、イギリスのスコットランドにおけるスコットランド国民党などが代表的な地域政党で、地方議会のみならず中央議会にも議席を有している。ドイツのバイエルン州で活動するバイエルン・キリスト教社会同盟も地域政党であるが、バイエルン州を除く全ドイツで活動しているドイツキリスト教民主同盟と協力関係にあり、連邦議会では統一会派を組んでいる。

## 日本における地域政党

### 沿革
日本における地域政党の先駆けは、明治初期に地方で相次いで誕生した民権派の地方政党である。しかし、1890年に成立した帝国議会で地方政党が活躍することはなかった。戦後間もなく行われた国政選挙では地方政党がいくつかの議席を獲得したが、後に中央の大政党に合流、解党するなどでして国会での議席を失った。
現在につながる動きとしては、既成政党の政治家が政治権力を握る現状を変えるため、消費者団体が市民の代表・代理人を地方議会に送り込む「代理人運動」が1970年代後半から全国各地で盛んに行われたことが挙げられる。特に東京都の生活者ネットや神奈川県の神奈川ネットワーク運動は、都議会・県議会にも議席を持つほどの勢力となった。代理人運動は女性が主体の政治運動であり、女性の地方政治への参加のさきがけの一端を担ってきた。現在でも都市部を中心に一定の勢力と議席を維持している。
アメリカ合衆国の施政権下におかれた琉球諸島でも、多数の政治団体が結成された。多くは1972年の本土復帰後に党派の近い全国政党に合流したが、沖縄社会大衆党のように地域政党として存続の道を歩んだ政治団体も存在する。
1990年代に入ると、世界では冷戦体制の崩壊やグローバル化の進行、バブル崩壊に伴う経済の不安定化と社会不安増大、消費税導入や汚職事件による政治不信、自民党の分裂による55年体制の崩壊などを受けて、政界も大きく変貌した。その結果、既成政党への不信感から新党ブームが巻き起こり、1993年には初の非自民・非共産連立政権となる細川内閣が誕生した。政界のうねりは地方にも及んで、その際に地域政党の設立が相次いだ。既成政党の地域組織が独立する例、革新系の地方議員らが結集し地域組織を設立する例、市民運動や環境運動を母体とする例など、成り立ちは様々であった。しかしその多くは長続きせず、いつの間にか消えてなくなっていき、2000年代の自民党・民主党二大政党の構図に組み込まれていった。
2000年代後半頃に民主党による政権交代に伴う政界再編があり、中央集権体制や東京一極集中への反発、地方分権への関心の高まり、既成政党への不信感、地方の行政と政治の改革を求める声の高まりなどを背景に、地域政党が注目を浴びた。改革派首長が結成した首長政党（しゅちょうせいとう）や改革派の議員と有志の市民らが結成した地域政党が代表的な存在である。前者の例としては橋下徹大阪府知事が結成した大阪維新の会や河村たかし名古屋市長が結成した減税日本が、後者の例としては地域政党いわてや京都党が挙げられる。その他、東北の地方議員らがつくる東北州政治家連盟など、各地で地方議員が設立した超党派の団体が注目された。
2011年に行われた第17回統一地方選挙及びその前哨戦では、既成政党を尻目に減税日本が名古屋市議会で第一党の地位を獲得したり、大阪維新の会が大阪府議会、大阪市会、堺市議会で第一党の地位を確保するなど、地域政党の躍進が目立った。既成政党と地域政党の関係は「老舗勢力VS新興勢力」の対抗軸で表現されたが、実際には元自民・民主の議員も多かった。
地方改革を行うため国政に圧力をかけるのを目的とし、国政進出を目指すと表明した地域政党も現れた。特に全国から約2000人の受講生を集めた大阪維新の会の維新政治塾は各界の注目を浴びた。具体例をあげると、大阪維新の会や減税日本は、政治塾の塾生の中から選抜した者を、それまで活動してきた府県を超え全国に候補者を擁立する構えを見せたほか、前述の2党は既成政党の国会議員を取り込み国政政党化を目指す手法も取り始めた。その後大阪維新の会は日本維新の会で国政に進出した。
また、岩手県で活動する地域政党いわてと京都府で活動する地域政党京都党が、2011年に連携協定を結んだり、対話でつなごう滋賀の会が2012年総会で、全国の地域政党との連携に乗りだす方針を表明したりと、地域政党同士が連携することで地域から日本の政治変革を行おうという動きもみられた。2015年には京都党を中心として「地域政党サミット」が誕生した。
しかし2014年には、地域政党の結党ラッシュは収まり、2000年代後半から2011年頃に結成された多くの地域政党は活動を停止してしまっており、精力的に活動する地域政党は一部の勢力が残るのみで、国政政党にふたたび吸収されたり、無所属に戻った政治家も多い。一時の地域政党の結成ラッシュは、選挙前の話題づくりにとどまってしまったという批判がある。
2017年に小池百合子東京都知事が創設した都民ファーストの会が2017年東京都議会議員選挙で第一党の地位を確保した。続いて希望の党を結成して国政進出も計画したがこちらは失敗した。

### 利点・期待
- 既成政党とは違ったしがらみのない政策の実現が期待されている[7]。
- 政治的な発信力を持ち市民に訴えかける力が強いと評価されている。
- 地域固有の問題に対処できると期待される。有権者側からの期待も大きく、「山梨日日新聞」のアンケートでは「山梨県にも地域政党が出来た方が望ましいか?」という問いに「できた方が望ましい」と答えた回答者は48.0%にも及んだ。そして最も多い理由が「地域固有の課題に対応できるから」（38%）であった[8]。

### 問題点
以下のように、現在の衆議院選挙の制度では、政党要件を満たしている「政党」とその他の政治団体との扱いには大きな差異がある。そのため政党要件を満たさない地域政党は政党要件を満たす国政政党と比べて大きなハンディを持つ。

#### 「二元代表制」を危うくする危険性
- 首長と同じ政策を掲げる首長政党の議員が議会内の多数を占めると、首長が提示した政策が地方議会で簡単に可決されてしまうため、地方議会の首長へのチェック機能が喪失し、地方自治の基本である「二元代表制」が有名無実化する可能性が指摘されている[7][9]。また、首長政党が地方議会で3分の1以上の議席を占めると首長の意思に反する条例案が可決されても再議された際に離党や造反が無い限りは3分の2以上で再可決できずに条例案が制定できなかったり、首長政党が地方議会で4分の1以上の議席を占めると離党や造反が無い限りは首長不信任決議を可決することはできなかったりすることになる。
- 実際に近年、首長と地方議会の対立が増えていると感じた自治体首長・議長が増えたという調査結果も報道された[10]。一部の地方首長も首長政党の存在を問題視した見解を発表している。例えば、井戸敏三兵庫県知事は2011年3月7日の会見で首長新党について「議会が首長の執行力を監視する二元代表制の趣旨からすれば、配下議員を増やすようなことはいかがかと思う」と懸念を表明した[11]。

#### 名称の類似問題
- 大阪維新の会が設立された後に、大阪維新の会や橋下代表と直接のかかわりがないにもかかわらず「○○維新の会」などとを名乗る政治団体が全国各地に結成され、問題視されている。特に大阪ではこのような団体が約30も確認されているという。また統一地方選挙では、実際に大阪維新の会と関係のない「○○維新の会」が当選する例が出ている。大阪維新の会との関係を誤解した市民がこれらの政治団体や候補者に票を投じた例もあることから、一部の市民からは「だまし」、「税金泥棒」と批判されている[12]。この問題に関し、大阪維新の会の橋下代表は「非常に困惑しているが、やめろという権利もない。勝手に名前を使う人たちと連携するつもりはない」と話している[13]。もっとも、どの政治団体も「○○維新の会」を名乗ることは合法である。維新勢力が国会議員5人以上の要件によって国政政党（「日本維新の会～維新の党～おおさか維新の会～日本維新の会）が2012年10月以降に存在してからは国政政党と同一名称及び類似名称とする政治団体の設立は違法となった。しかし、同一名称の国政政党が存在する以前に設立した政治団体は存続が可能であり、2017年奈良市議選では国政政党「日本維新の会」と全く関係のないが国政政党「日本維新の会」が存在しない期間に届け出た政治団体「日本維新の会」の候補が最下位当選した事態が発生している[14]）。なお、大阪維新の会の結党前から平成維新の会や維新政党・新風のように「維新」を名乗る政治団体は存在している。

#### 既成政党の「看板」隠し
- 既成政党に所属する候補者や過去に所属していた候補者の一部が、選挙戦で既成政党色を薄めるために地域政党の看板を前面に出して選挙戦を戦うことが批判を浴びている。特に2011年第17回統一地方選挙時の国政与党である民主党系の地方議員の一部が、地域政党から「支持」や「推薦」を受けた事実を積極的にアピールする一方で国政与党である民主党の名前を隠したまま選挙戦を戦ったことは、強く批判された[15][16]。

#### 活動の短命化
- 選挙後早々に活動を停止する党がいくつもある。理念からではなく、一時の話題つくりのためだけの結党にとどまっているという批判も多い。

#### 選挙での扱い（選挙制度やマスコミ報道に関して）
- 現在の日本の法制度では、政党要件を満たす政治団体とそれ以外の政治団体との間で大きな扱いの差がある。以下に例をあげる。
  - 政党は比例区に1人からでも候補を立てられるが、政治団体は衆院では定数の10分の2以上、参院では10人以上（選挙区と含めて）候補を立てなければならない。
  - 政党要件を満たさない政治団体は、衆院選で政見放送にも出演することができない
  - 衆院選では、政党要件を満たしていないと比例代表との重複立候補ができない。
- また、政党交付金も受給できないし、マスメディアも政党要件を満たしている政治団体については、その党名を報じるがそれ以外の政治団体については、原則「諸派」とまとめて総称するため、党名を認知されにくいという問題も発生する。

## 日本の主な地域政党一覧

### 国会議員や地方首長（元職も含む）が中心人物
都道府県知事や市町村長などの地方首長が中心になっている政党は首長政党（しゅちょうせいとう）と呼ばれる。
| 党名               | 活動地域     | 概要 |
| ------------------ | ------------ | --- |
| 新党大地           | 北海道       | 2005年〜。鈴木宗男元北海道開発庁長官が結成。地域分権を推進し、「北海道型ニューディール政策」の実現を目指す。2011年12月、所属衆議院議員の浅野貴博が、元民主党系国会議員4名と合流して新党大地の国政部門を担う新党の「新党大地・真民主」を結成するも、2012年に「新党大地」に改名している。鈴木の長女鈴木貴子は新党大地から衆議院議員に当選したものの、その後民主党を経て自由民主党に所属している。浅野は衆議院議員落選後、同党単独推薦の無所属で北海道議会議員に当選。2017年10月の第48回衆議院議員総選挙に鈴木宗男が同党から立候補するも落選。2019年現在、北海道内の市と町に公認の市議会議員・町議会議員が6人いる。                    |
| 都民ファーストの会 | 東京都       | 2017年～。小池百合子東京都知事が、都知事選のマニフェストに掲げた都民ファーストを実現するために発足。 |
| 未来日本           | 東京都       | 2018年～2019年。長島昭久衆議院議員が、系列の旧民進党系の元都議会議員や立川市議会議員ら8名と結成。2018年6月の立川市議選に公認3人（現職2人新人1人）、推薦2人（いずれも国民民主党公認）を擁立。公認2人（現職1人新人1人）と推薦2人は当選したものの公認現職1名が落選した。同年10月、長島は笠浩史衆議院議員とともに衆議院院内会派「未来日本」を結成。その後同会派をもとに保守系の国政政党の設立を模索。他の無所属議員の参加を打診するなどしていたものの調整がつかず、政党要件の「国会議員5人以上」を満たせなかったため、2018年中の新党設立は断念した。2019年7月に長島が自民党に入党したため衆院の会派は解散、党の公式サイトも閉鎖された。 |
| 減税日本           | 愛知県       | 2010年〜。河村たかし名古屋市長が、市民税の恒久的な10%減税、議員報酬や議員定数の半減などを掲げ設立。当初は地域政党として設立されたが、後に名古屋市や愛知県の枠を超え、国政進出を目指した。2012年10月に衆議院議員5名を持って国政政党要件を満たした。2012年11月に国会議員5人は日本未来の党所属として選挙戦に臨むことになったが、全員落選。2015年には名古屋市会のみの勢力に後退したが、2019年に県議会の議席を回復した。2017年に国政政党としての減税日本は解散、再び地域政党に戻っている。 |
| チームしが         | 滋賀県       | 2014年〜。嘉田由紀子前知事が設立し、現知事である三日月大造の支援母体。前身の一つに、嘉田の支援母体であった対話でつなごう滋賀の会（2006年 - 2015年）がある。 |
| 彦根党             | 滋賀県彦根市 | 2023年1月13日、和田裕行彦根市長と彦根市議の北川元気が共に市役所で会見し、彦根党を結党したと発表した。代表は北川市議で、和田は共同代表となった。同年4月の統一地方選挙の県議選、同市議選で合わせて5人以上の候補者擁立を目指す。 |
| 明石市民の会       | 兵庫県明石市 | 2011年〜2023年。泉房穂明石市長らが中心。2023年4月の第20回統一地方選挙に向けて活動を活性化させた。選挙では会から支援を受けた5名の市議と1人の県議、そして明石市長の丸谷聡子が名目上、無所属として当選している。選挙後まもなく、会は解散したものの、事実上の後継として明石市議会の新たな会派「市民の会」（5名）が結成された。泉の後任で2023年明石市長選挙で当選した丸谷も明石市民の会から支援を受けており、先述の会派「市民の会」も議会では与党の立場をとる。 |
| 大阪維新の会       | 大阪府       | 2010年〜。橋下徹大阪府知事が大阪都構想実現を掲げて結党。大阪府内の府議、市議が中心。地域政党「大阪維新の会」を残したまま、既成政党の国会議員7名が合流する形で国政部門を担う新党「日本維新の会」が発足（その後、維新の党→おおさか維新の会→日本維新の会と名称変更）。なお、大阪都構想は、2015年5月及び2020年11月と2回住民投票が行われたが、何も反対多数となったため実現しなかった。 |
| 自由と責任の会     | 岡山県岡山市 | 2010年10月〜。元衆議院議員で、自民党→国民新党に属した熊代昭彦が代表を務める。2011年4月に行われた岡山市議会議員選挙に出馬、6917票を獲得しトップ当選を果たした。その後、熊代は2013年10月6日に実施された岡山市長選挙への立候補（結果は落選）のため、同年9月に岡山市議会議員を辞職し、岡山市議会での議席を失った。熊代は2015年4月の岡山市議会議員選挙で返り咲き議席を回復したが、市長選における選挙違反で有罪判決が確定し失職したため再び議席を失った。その後党名を「自由と責任の会」へと改称。熊代は2019年3月、第19回統一地方選挙岡山市議会議員選挙に無所属で立候補し当選、市議会では一人会派「自由と責任の会」として活動している。    |
| とことん防府       | 山口県防府市 | 2011年〜2019年。松浦正人防府市長が設立。地方分権や行財政改革を促す。松浦市長は議会の定数削減を巡って議会と対立している。現在は活動が確認されていない。 |
| 沖縄社会大衆党     | 沖縄県       | 1950年〜。アメリカの軍政下で結成。復帰後も本土の政党に合流せず。日本に現存する最古の地域政党。現在も沖縄県の革新勢力をまとめる存在として根強い影響力を持つ。参議院議員の糸数慶子が党の委員長を務めていた。 |
| 政党そうぞう       | 沖縄県       | 2005年～。沖縄県で活動する地域保守政党。下地幹郎前衆議院議員が党の代表を務めている。下地を除く地方自治体議員は2015年4月に維新の党に合流し、以後は事実上の下地個人の政治団体として活動。 |

### 消費者運動が母体
「生活クラブ生協」や「グリーンコープ」などの生活協同組合を基盤とする代理人運動から発展したものなど。
| 党名                         | 活動地域       | 概要 |
| ---------------------------- | -------------- | --- |
| 市民ネットワーク北海道       | 北海道         | 1990年10月に設立する。札幌市議会や石狩市議会などの地方議会に議員。なお、2007年には、北海道議会議員当選が実現する。 |
| つくば・市民ネットワーク     | 茨城県         | つくば市議会に4議席を持っている。                                                                                  |
| 埼玉県市民ネットワーク       | 埼玉県         | |
| 東京・生活者ネットワーク     | 東京都         | 1977年に練馬区で結成された「グループ生活者」が前身。2017年7月の都議選では、1人が当選。                             |
| 自治市民'93                  | 東京都         | 生活者ネットから離脱した福士敬子都議らのグループ。                                                                 |
| 行革110番                    | 東京都         | オンブズマン運動を行う後藤雄一が代表。世田谷区議会に議員。代表の後藤も東京都議会議員を2期務めた。                  |
| 神奈川ネットワーク運動       | 神奈川県       | 1984年7月〜。神奈川県議会や横浜市会など、神奈川県内の地方議会に多数の議員。                                        |
| ネットワーク横浜             | 神奈川県横浜市 | 2004年〜2011年。神奈川ネットワーク運動から横浜市会議員6名が独立。2011年に横浜市会の議席を失ったため解散した。      |
| 市民ネットワーク千葉県       | 千葉県         | 1993年〜。1993年に結成された「代理人ネットワーク千葉県」が前身。千葉県議会、県内の市議会に議員。                   |
| 信州・生活者ネットワーク     | 長野県         | |
| ふくおか市民政治ネットワーク | 福岡県         | |
| くまもと生活者ネットワーク   | 熊本県         | |

#### 「緑の党グリーンズジャパン」に加盟
「緑の党グリーンズジャパン」と各地の「みどり」との関係は、既存政党の本部・支部の関係と異なり、独立・対等な関係。
| 党名                         | 活動地域     | 概要 |
| ---------------------------- | ------------ | --- |
| みどり東北・宮城             | 岩手県       | |
| みどりの未来・ふくしま       | 福島県       | |
| みどり山形                   | 山形県       | |
| 緑・にいがた                 | 新潟県       | 1994年〜。旧・「市民新党にいがた」。代表代行は中山均。新潟市議会で1議席を持つ。 |
| みどり東京                   | 東京都       | |
| みどり三多摩                 | 東京都       | 2004年〜2014年。多摩の地方議会で十数議席を持っていた。解散後は緑の党東京都本部の三多摩交流会として成立。 |
| 緑の政治フォーラム・かながわ | 神奈川県     | |
| みどり千葉                   | 千葉県       | |
| みどり・山梨                 | 山梨県       | |
| みどりネット信州             | 長野県       | 代表は長野県大町市議会議員の八木聡。他に安曇野市、下諏訪町などで議席を持つ。 |
| みどり東海                   | 東海地方     | 代表は小林収。共同代表は岐阜県多治見市議会議員の井上あけみ。 |
| みどり京都                   | 京都府       | 2012年に解散、「緑」の京都・準備会に合流。 |
| みどりの未来・尼崎           | 兵庫県尼崎市 | 丸尾牧兵庫県議会議員（尼崎市選出、無所属）と尼崎市議会の会派「緑のかけはし」に所属する4人の尼崎市議会議員が2012年7月16日に結成。代表は丸尾牧兵庫県議。9月をめどに、同党の政策や課題を学ぶ政治塾を結成する予定。 |
| みどり関西                   | 近畿地方     | |
| みどりの会議・とっとり       | 鳥取県       | |
| みどり・香川                 | 香川県       | [ 45 ] |
| みどり・えひめ               | 愛媛県       | |
| ふくおか緑の党               | 福岡県       | 2013年にみどりふくおかから改名。福岡市に1議席を持っており市民ネットワークと会派緑と市民ネットワークの会を結成している。                                                                                         |

### 全国政党の地方組織が地域政党化
| 党名                       | 活動地域       | 概要 |
| -------------------------- | -------------- | --- |
| 岩手政和会                 | 岩手県         | 旧・新進党の岩手県連。増田寛也系列。保守系だが、社民党と統一会派「成和・社民クラブ」を結成していた時期がある。かつて小沢一郎直系だったが、民主党の結党後に対立。2010年4月に「政和・社民クラブ」に所属していた議員5名が社民党の議員1名と合流し地域政党いわてを結成した。2015年解散。 |
| 地域政党「輝くまち」       | 宮城県         | 旧・みんなの党に所属していた仙台市議4人、気仙沼市議1人、名取市議1人、七ヶ浜町議1人、亘理町議1人により結成。宮城県において、現職地方議員が結成した初の地域政党とされている。2015年の統一地方選で仙台市議4人のうち3人が公認候補、1人は無所属で立候補したが公認1名のみ当選。気仙沼市議1人、名取市議1人、七ヶ浜町議1人、亘理町議1人は無所属で立候補したが全員落選。当選した仙台市議1名はその後党名を称しておらず、解散こそしてないものの活動はしていない。 |
| 新政みえ                   | 三重県         | 旧・新進党の三重県連を母体に旧社会党系が加わる形で結成された。北川正恭・岡田克也系列であり、2018年の民進党解体後も立憲民主党や国民民主党に参加せず同一歩調を取っている。 |
| ヨコハマから日本を変える会 | 神奈川県横浜市 | 民主党に所属する一部の横浜市議で2002年の横浜市長選に中田宏を擁立したグループ。佐藤謙一郎系列。2013年3月解散。 |
| 護憲新党あかつき           | 岐阜県         | スポーツ平和党に合流しなかったグループ。2009年解散。 |
| サラリーマン新党福岡県本部 | 福岡県         | 1983年〜。サラリーマン新党の解散後も同党に所属の大野城市議会議員の野黒美正壱が福岡県本部長として引き続き活動。野黒美は2011年、2015年の選挙で落選し、所属する議員は0になった。 |
| みやぎ民主連合             | 宮城県         | 2018年に旧民進党の地方組織を母体として設立。立憲民主党、国民民主党、無所属等に分かれた旧民進党系の議員らの結集軸になることを目指している。 |
| 茨城県民フォーラム         | 茨城県         | 2018年に旧民進党の地方組織を母体として設立。立憲民主党、国民民主党、無所属等に分かれた旧民進党系の議員らの結集軸になることを目指している。 |
| 千葉民主連合               | 千葉県         | 2018年に旧民進党の地方組織を母体として設立。立憲民主党、国民民主党、無所属等に分かれた旧民進党系の議員らの結集軸になることを目指している。 |
| 新政あいち                 | 愛知県         | 2018年に旧民進党の地方組織を母体として設立。立憲民主党、国民民主党、無所属等に分かれた旧民進党系の議員らの結集軸になることを目指している。 |
| 三重民主連合               | 三重県         | 2018年に旧民進党の地方組織を母体として設立。立憲民主党、国民民主党、無所属等に分かれた旧民進党系の議員らの結集軸になることを目指している。 |
| 新政信州                   | 長野県         | 2018年に旧民進党の地方組織を母体として設立。立憲民主党、国民民主党、無所属等に分かれた旧民進党系の議員らの結集軸になることを目指している。 |

#### 全国政党に再合流
| 党名             | 活動地域       | 概要                                                                                             |
| ---------------- | -------------- | ------------------------------------------------------------------------------------------------ |
| 板橋民主党       | 東京都         | 日本社会党を除名された渋谷修が結党。1994年に新党さきがけに入党、1996年に旧・民主党の結党に参加。 |
| 新進沖縄         | 沖縄県         | 旧・新進党の沖縄県連。仲村正治系列。2000年6月、自民党に合流。                                    |
| 青森県民協会     | 青森県         | 旧・新進党の青森県連。木村守男・田名部匡省系列。2004年3月、民主党に合流。                        |
| 市民連合かわさき | 神奈川県川崎市 | 社民党の川崎市連から離脱したグループ。2006年、所属する全ての議員が民主党に合流。                 |
| 政党・尊命       | 千葉県         | 民主党を離党した田中甲が結党。2009年8月、みんなの党の結党に参加。                                |
| 新進石川         | 石川県         | 旧・新進党の石川県連。奥田敬和系列。2009年11月、民主党に合流。                                   |
| 都市新党         | 東京都         | 新進党の分党で無所属になっていた柴野たいぞうが結党。2010年、自民党に入党。                       |

### アメリカ軍政下で結成→本土の政党に合流
戦後沖縄の政党一覧も参照。
| 党名           | 活動地域 | 概要 |
| -------------- | -------- | --- |
| 沖縄自由民主党 | 沖縄県   | 1952年に結成された琉球民主党を前身とする保守政党。1970年、自由民主党沖縄県支部連合会となり、発展的に解消。       |
| 沖縄人民党     | 沖縄県   | 1947年に結成。米軍統治に反対し、本土復帰を強く主張。たびたび社大党と共闘。本土復帰後の1973年、日本共産党に合流。 |
| 奄美共産党     | 奄美群島 | 1947年に結成。日本に返還された後、日本共産党の奄美地区委員会となった。                                           |

### 日本維新の会と関係を持つ地域政党
| 党名         | 活動地域 | 概要                                                                                     |
| ------------ | -------- | ---------------------------------------------------------------------------------------- |
| 大阪維新の会 | 大阪府   | 2010年に結成。大阪府議会では府政与党であり、国政政党である日本維新の会の母体となった政党 |
| 兵庫維新の会 | 兵庫県   | 2015年、清水貴之を代表として結成。日本維新の会兵庫県総支部でもある。                     |
| 京都維新の会 | 京都府   | 2010年、田坂幾太を代表として結成。日本維新の会京都総支部でもある。                       |
| あたらしい党 | 東京都   | 初代代表の音喜多駿が党公認の参議院議員をしている                                         |

### NHK党と関係を持つ地域政党
| 党名                                   | 活動地域         | 概要                      |
| -------------------------------------- | ---------------- | ------------------------- |
| 新党えびな                             | 神奈川県海老名市 | NHK党の党員によって結成。 |
| 厚木新党                               | 神奈川県厚木市   | NHK党の党員によって結成。 |
| 座間未来の党                           | 神奈川県座間市   | NHK党の党員によって結成。 |
| 農業党                                 | 千葉県柏市       | NHK党の党員によって結成。 |
| 新党四街道                             | 千葉県四街道市   | NHK党の党員によって結成。 |
| ふるやたかしと志木の福祉と教育を守る会 | 埼玉県志木市     | NHK党の党員によって結成。 |
| 鎌倉を守る党                           | 神奈川県鎌倉市   | NHK党の党員によって結成。 |

### そのほかの地方議会に議席を有している地域政党
| 党名                           | 活動地域             | 概要 |
| ------------------------------ | -------------------- | --- |
| 地域政党 かがやけ十勝          | 北海道帯広市         | 2011年2月～。小森唯永帯広市議会議員が設立。小森は市議会議長などを経て、2018年、帯広市長選挙に無所属で立候補し落選したが、2019年の市議選で市議に復帰。2022年、再び帯広市長選に立候補する為、市議を辞職し挑むも落選。 |
| いわて県民クラブ               | 岩手県               | 2015年5月～。地域政党いわての後継政党。岩手県議会の所属議員は4名。 |
| 新党・市民の力                 | 埼玉県北本市         | 2011年～。工藤日出夫北本市議会議員（2003年、無所属で初当選。2007年、再選）が設立。2011年、2015年、2019年は同党公認候補として当選している。同名称の市議会会派には無所属議員も参加している。 |
| 地域政党蓮田から変える会       | 埼玉県蓮田市         | 2011年〜。代表はコンサルタントの福田聖次。蓮田市議会に2議席を持つ。福田は2011年の埼玉県議会選挙に東第6区から出馬したが3人中3位で落選。現在は党としての活動は確認されていない。サイトも閉鎖されている。その後、福田は2018年の蓮田市長選挙に無所属で立候補、3人中最下位で落選。2019年の蓮田市議選に無所属で立候補しトップ当選。湯谷は2015年、2019年の蓮田市議選に無所属で立候補し当選。「蓮田から変える会」は名乗っておらず、市議会の会派で「初心の会」を名乗っている。 |
| 都政を革新する会               | 東京都杉並区         | 中核派の活動家で元・都議会議員の長谷川英憲が代表を務めている政治団体。杉並区に地盤を持つ政治団体で、1967年から活動している。2011年以降杉並区議会の議席を失っていたが、2019年4月の第19回統一地方選挙・杉並区議会議員選挙では、中核派活動家の洞口朋子を公認し、当選させている。2023年4月の第20回統一地方選挙・杉並区議会議員選挙でも洞口は再選した。 |
| ふくいの党                     | 福井県               | 2023年5月～。山岸みつる福井県議会議員（鯖江市選挙区）、堀居哲郎福井県議会議員（敦賀市選挙区）、小浜市長、あわら市議、敦賀市議、鯖江市議の計6人が所属。地域のための政治を行うことを目指、メンバーの拡大も進めている。現在は30代～40代の若手政治家によって構成されている。 |
| 京都党                         | 京都府京都市         | 2010年8月〜。代表は村山祥栄京都市会議員。最高顧問には堀場製作所の堀場雅夫が就いている。4月11日投開票の京都市会議員選挙では4議席（得票率9.8%）を獲得した。岩手県で活動していた地域政党いわてとは連携協定を結び協力関係にあった。 |
| 吹田新選会                     | 大阪府吹田市         | 2007年〜。神谷宗幣の一人会派から始まる。2011年4月24日投開票の吹田市議会選挙では3議席を獲得した。同日投開票された吹田市長選挙に出馬した石川は候補者4名中最下位で落選している。主な政策は教育のレベルアップ、子育ての支援、行政財務改革など。2019年7月、市議会3会派の政務活動費使用をめぐり市民から住民監査請求され、3会派のうち吹田新選会が平成29年度の広報紙の印刷費やホームページの経費において約111万円の不適切な支出があったと市監査委員会から認定され、返還を求めるよう市長へ勧告が行われた。会計責任者は足立将一である。その後、8月8日に約111万円が自主返納されたことが市監査委員会事務局から公表された。政務活動費を遣うことができない選挙や寄付金の募集に関して政務活動費を遣っていたことが監査結果より明らかになった。 |
| 高槻ご意見番                   | 大阪府高槻市         | 代表は北岡隆浩高槻市議会議員。旧・「小泉の会」・「族議員をぶっ倒して構造改革を進める党」。北岡は市議会では会派に所属していない。 |
| WiLL（広島県若手地方議員の会） | 広島県               | 2009年〜。広島県内の若手地方議員らが結成した超党派の地域政党的なもの。広島県議会議員2人（東区選出の緒方直之、中区選出の佐藤一直）広島市議会議員2人（西区選出の豊島岩白、安芸区選出の三宅正明）、その他の市議2人（胡子雅信江田島市議会議員、松本太郎廿日市市議会議員）の6人で結成。のち窪田泰久広島県議会議員と杉原利明三次市議会議員の2人が加わり計8人で活動している（2010年11月時点）。主な政策としては地方分権など、国に物が言える地方議会、地方議員を目指すと主張している。2017年は収入・支出共に0円となり、活動実態のない状態になっている |
| 松山維新の会                   | 愛媛県松山市         | 2010年〜。2010年に松山市議会の会派として誕生。13名の所属議員のうち9名が自民党の党籍を持つ中での旗揚げとなった。2011年7月に政治団体化。大阪維新の会とは密接な関係を持つ。大阪維新と連携した形での国政進出にも意欲を見せている。また、同じく愛媛県内で活動する地域政党の愛媛維新の会と西予維新の会とは、基本政策協定を締結し協力関係にある。 |
| 愛媛維新の会                   | 愛媛県               | 2012年〜。愛媛県議会の院内会派「維新の会」所属の議員3名が設立した。愛媛県内で活動する地域政党の松山維新の会と西予維新の会とは、基本政策協定を締結し協力関係にある。2012年1月に政治団体化。 |
| 市民政党「草の根」             | 山口県岩国市・和木町 | 2012年4月〜。元・岩国市長井原勝介が妻で山口県議会議員の井原寿加子（2011年4月、山口県議会議員選挙に無所属で立候補し第1位で初当選)らともに結成。山口県議会に1議席（会派名「草の根」。一人会派）を有するほか、岩国市議会には支援した無所属議員2名がいる（会派名「市民クラブ・草の根」）。「草の根ネットワーク岩国」を前身とし、基本理念として「真の民主主義」「公平・公正」「平和」の3つを掲げる。岩国市議会での議席獲得を目指し、候補者を公募するも公認候補擁立には至らず、2014年10月の岩国市議選では現職市議の姫野敦子と新人1名を支援したが共倒れに終わった。2015年4月の山口県議会議員選挙で井原寿加子が市民政党「草の根」公認で出馬し第1位で再選。2016年1月の岩国市長選挙に無所属で出馬した姫野敦子を支援するも、現職の福田良彦に大差で敗れた。2018年10月の岩国市議選でも候補者を公募し、公認候補擁立には至らなかったものの支援した現職市議2名が当選、会派「市民クラブ・草の根」を結成したほか、姫野も市議に返り咲きを果たした（会派は別）。2019年4月の山口県議会議員選挙にも井原寿加子が市民政党「草の根」公認で立候補し、第2位で3選。 |
| 自由を守る会                   | 東京都・千葉県       | 2014年11月21日～。みんなの党が解党した際、同党所属の上田令子東京都議会議員を代表として、上田と東京都内の複数の区議・市議計8人によって設立。地方議員や民間人などを中心によって運営され、自由主義や個人主義、市場主義などを推進する東京都内を活動域にしている地域政党。上田が都民ファーストの会に所属していた2017年に解消するも、同年に上田が都民ファーストの会を離党し再結成した。都議会で同じく都民ファーストの会を離党した音喜多駿と新会派「かがやけTokyo」を結成し、同会派は小池都政に対しては中立の立場を取っていたが、2018年12月の都議会定例会に際して会派解散。以後上田は一人会派「自由を守る会」となっている。2019年の第19回統一地方選挙後の所属議員は6名。 |
| あたらしい党                   | 東京都・埼玉県       | 2018年10月12日〜。都民ファーストの会を離党した音喜多駿東京都議会議員を代表として結成。結成時の所属議員は音喜多のほかに新宿区議会議員1人と江東区議会議員1人。音喜多は都議会で同じく都民ファーストの会を離党した上田令子と会派「かがやけTokyo」を組んでいたが、2018年12月の都議会定例会に際して会派解散し、日本維新の会の柳ヶ瀬裕文都議と新会派「維新・あたらしい・無所属の会」を結成した。小池都政に対しては野党の立場を取っている。2019年の第19回統一地方選挙では16人の公認・推薦候補を擁立し10人が当選。同年の第25回参議院議員通常選挙では音喜多が日本維新の会から立候補し、当選。 |
| 地域政党おおいた。             | 大分県               | 2024年7月8日〜。大分市議会議員と別府市議会議員が結成した。 |
| 躍動の会                       | 兵庫県               | 2025年3月24日〜。日本維新の会を離党した兵庫県議会議員3名によって結成された。事実上、兵庫維新の会から分裂した形となる。 |
| 沖縄うない                     | 沖縄県               | |
| 大和高原の風                   | 奈良県               | |

### そのほかの地方議会に議席を有していない地域政党
| 党名                                   | 活動地域             | 概要 |
| -------------------------------------- | -------------------- | --- |
| 新党北海道                             | 北海道               | 元国会議員秘書の金沢敬が設立。2011年北海道議会議員選挙に札幌市厚別区選挙区（定数2名）から出馬したが最下位で落選。現在は党としての活動は確認されていない。 |
| アイヌ民族党                           | 北海道               | |
| 地域政党いわて                         | 岩手県               | 2010年4月〜2015年5月。2010年4月、県議会会派「政和・社民クラブ」から離党した4人と無所属1人で結成。県議会では第4党の勢力を持つ。京都で活動する地域政党の京都党とは連携協定を結び協力関係にある。2015年5月1日、県議会会派「いわて県民クラブ」が政治団体の届出をしたことを契機に党を解散した。 |
| 21世紀倶楽部                           | 茨城県牛久市         | 1990年〜。大谷雅彦前牛久市議が代表を務める政治団体。代表の牛久は2011年牛久市長選挙（9月25日投開票）に出馬することを発表し、出馬したが、3人中3位で落選した。その後活動を停止。 |
| 埼玉を新しい風で維新により創りかえる会 | 埼玉県               | 2011年3月。元Jリーガーの都築龍太が代表として設立した地域政党である。設立会見にはさいたま市議の白石孝志（元公明）と元同市議で医師の日下部伸三（元自民）も会見に臨み、白石が幹事長、日下部が政調会長に就任すると発表した。3人は県議選に立候補した。政策は議会改革のほかに県立医科大学の設立、さいたま新都心8-1A街区に大規模国際会議場・展示場・ホテルの複合施設を誘致すること、環状線地下鉄を建設してスポーツ施設を結ぶ「埼玉スポーツタウン構想」など。当初は埼玉維新の会の名前を使用しようとしていたが既に埼玉維新の会は別の団体に使用されていたため「埼玉を新しい風で維新により創りかえる会」で届け出をした。 結党後間もなく同会は自民党さいたま市議団と政策協定を結び市議選で市議団に所属する議員を「支持」する方針を確認した。しかし県会議員選で同会が推薦する無所属候補が自民党公認候補と競合する選挙区（南11区）があるため、市議側は関係を否定した。なお同じ「維新の会」である大阪維新の会との関連性はない。4月10日に行われた埼玉県議会選挙には前述の3人が埼玉維新の会から「推薦」を受ける形で立候補。代表の都築（南11区）と白石（南12区）は落選したが日下部（南3区）は当選を果たした。選挙後、活動停止。 |
| 東京新党16                             |                      | |
| 再生の道                               |                      | |
| 区民政党「中央みらい」                 | 東京都中央区         | 2011年1月〜2012年。税理士の二瓶文隆・中央区議会議員（3期：元自民党所属）が結成した地域政党である。2011年1月21日に中央区役所で結党会見を行った。また会見で代表の二瓶が2011年4月24日投開票の中央区長選へ出馬すると表明した。また同日投開票の中央区議会議員選挙に候補者（大田太）を擁立することも発表した。中央区長選では松沢成文神奈川県知事ら3人の県知事と日本創新党の中田宏前横浜市長らからの推薦、応援を得るも落選した。また中央区議選に出馬した大田太（たちあがれ日本公認）も次点で落選している。選挙後も活動を続けると表明していたが、党は2012年に解散した。主な政策は区民参加のプラットフォーム作りや区民税の10%減税など。また他の地域政党との連携も視野に入れていることを表明していた。 |
| AI党                                   | 東京都多摩市         | 2018年4月〜。松田道人が設立し、被選挙権のないＡＩの代わりに人間が立候補したといい、当選したらＡＩの判断に基づき人間が議員活動をする考え。 |
| 稲城党                                 | 東京都               | 2011年〜2012年。民主党系の伊藤まさみ元稲城市議が設立。稲城市議会で1議席を有していたが伊藤の稲城市市長選挙立候補に伴い議席を失う。伊藤は落選し2012年に解散。稲城に特化した政策、政治を行う方針だった。 |
| 社会党                                 | 東京都               | 2000年～2009年。元日本社会党の国会議員である上田哲が2000年の第42回衆議院議員総選挙に出馬するために設立。比例代表東京ブロックに候補者を擁立した。結果は、既成政党の保守党や自由連合を上回る票を獲得したものの当選者は出せなかった。その後活動を停止する。なお代表の上田哲は2008年に死去している。2009年解散。 |
| ヨコハマ維新の会                       | 神奈川県横浜市       | 2011年。元衆議院議員（通算2期,新進党→自由党→民主党）の土田龍司が設立。主な政策としては議会改革や道州制の導入など。また他地域の地域政党との連携を表明していた。「維新の会」という名称だが大阪維新の会とは無関係である。2011年横浜市会議員選挙（旭区、定数6）に出馬したが、最下位にて落選する。選挙後はホームページを削除し活動を停止したとみられる。 |
| 北極星の会                             | 神奈川県             | 2012年8月。前横浜市長の中田宏大阪市特別顧問が大阪維新の会と連携すべく設立した政治団体。代表は前神奈川県議の石川輝久。幹事には前神奈川県議の北井宏昭が就任した。今後は横浜市内で大阪維新の会の事実上のマニフェスト「維新八策」についての講演活動を行う方針。中田前市長は維新の会と強いパイプを持つため、今後同会が維新の会の神奈川県の拠点として機能するとも推測される。選挙後の続報はない。 |
| 地域政党「柏崎米山」                   | 新潟県柏崎市         | 2006年〜2011年。元柏崎市議会議員で塾経営の桜井雅浩が結成した地域政党である。主な政策は原子力発電・核燃料サイクルの容認、自然環境保全、小さな行政など。代表の桜井雅浩は2008年の柏崎市長選挙に党公認で出馬するも現職の会田洋に敗れ落選した。その後活動を停止、2011年に政治資金収支報告書の未提出により政治団体としての資格を失う。 |
| 日本新生                               | 新潟県               | 2011年8月〜2021年4月。天野市栄阿賀野市長（当時）が設立した地域政党である。2011年8月2日の記者会見で設立が発表された。新潟県内を活動エリアと定め、地方からの働きかけで国の変革を目指す。その後2012年春に実施される予定の阿賀野市長選と同市議補選、2012年秋に実施される予定の阿賀野市議選向けて候補者の擁立やマニフェスト作りを行うと発表。党の設立後は、天野代表自ら、講師を務める政治家養成塾を設立するなど活動したが、2012年春に、同党は阿賀野市長選と同市議補選に臨むも敗北する。選挙戦後、「次代の改革の志士を養成するまでの間、地域政党「日本新生」の活動を休止する」と発表した。団体そのものは解散せず存続しており、2016年の市議選では天野の弟で会計責任者を務めた天野美三男が当選、2020年の阿賀野市議会議員選挙では天野が順位最下位で当選(美三男は次点で落選)したがいずれも「日本新生」を名乗らず活動。2021年に政治資金収支報告書の未提出により政治団体としての資格を失う。 |
| 信濃維新之会                           | 長野県               | 2012年3月～2018年。代表は松本市の福祉施設経営者の藤井公貴。3月14日付で結成届を県選挙管理委員会に提出した。結成時の会員は7名。第46回衆院選では長野県内5選挙区すべてに候補者を擁立することを視野に入れる。橋下徹大阪市長が代表の「大阪維新の会」との連携を模索しているが、大阪維新の会側からは、申し出を断られている。選挙後は続報はなく、2018年に解散。 |
| 新しい信濃の国                         | 長野県               | 2007年〜。田中康夫前長野県知事を支援した「しなやかな長野県をはぐくむ会」の元幹部である平野稔らが設立。平野は田中前知事の意向は受けていないものの田中県政の支持を明言している。2009年飯田市議会議員選挙では、飯田支部長の牛山満智子が初当選を果たした。現在は党としての活動は確認されていない。サイトも閉鎖されている。牛山は2013年の市議選に出馬せず政界を引退した。 |
| 地域主権・静岡                         | 静岡県磐田市         | 2010年～2015年。磐田市議会議員の柏木健が設立した地域政党である。柏木代表は2011年4月10日投開票の静岡県議会議員選挙にみんなの党推薦無所属で出馬し当選した。出馬時の公約は静岡地域ブランドの県外や海外への輸出など。当選後はみんなの党の会派に入った。2015年2月解散。柏木は同年4月の静岡県議会議員選挙に無所属で立候補するも次点落選した。 |
| 輝きネットいしかわ                     | 石川県               | 2010年～2014年。衆議院議員、石川県議会議員を歴任した桑原豊が設立。旧:「多選阻止・県民の知事をつくる会」。2014年解散。 |
| 新党きずな                             | 富山県               | 2008年〜2010年（解散届出は2011年4月）。元富山県県会議員（7期,自民党所属）の向井英二が設立。2011年、民主党所属国会議員が離脱して結成した新党きづなとは別組織（当初「新党きずな」にしようとしていた）。 |
| 新党なごや                             | 愛知県名古屋市       | 2010年〜2016年。旧名「お山の杉の子」。民主党に所属していた前名古屋市議会議員（2期）の杉山均が設立。選挙後は続報はなく、2016年に解散。 |
| 良識の風                               | 愛知県刈谷市         | 2011年～。元刈谷市議会議員の岡本守二が結成した地域政党である2011年7月2日閲覧。代表の岡本は2011年7月3日投開票の刈谷市長選に出馬。また同日行われる市議会議員選に2人を擁立した。市長選では、市政、議会改革を訴えた。選挙戦の結果、代表の岡本守二は現職候補に敗れたが、市議会では1議席を獲得した。現在サイトも閉鎖されている。政治団体としては2017年の時点でも存続しているが、活動は実質的に停止状態にある。唯一の所属議員であった上田昌哉は2015年以降無所属で活動しており、現在、市議会においては会派「清風クラブ」に所属。 |
| 現状の政治を憂う志民の会               | 三重県津市           | 2011年～2016年。元久居市長、元津市市議会議員の藤岡和美を代表として結成された地域政党である地域政党「津・志民旋 風」が元で2011年中に現在の名称に変更した。代表の藤岡は2011年4月24日投開票の津市長選に出馬するも3人中3位で落選した。選挙戦では、主に環境に優しい町づくりを目指すことを主張していた。2016年政治資金収支報告書を提出しなかったため政治団体でなくなる。 |
| 高槻維新の会                           | 大阪府高槻市         | 2010年〜2012年。結党時の代表は根来勝利市議会議員。高槻市議会の保守系会派「高志会議員団」（5人）に所属する3議員が7月9日に結成した。2011年4月の高槻市議会選挙の結果、2議席を獲得した。大阪維新の会との関係はない。2012年解散。 |
| 吹田・維新の会                         | 大阪府吹田市         | 2011年〜2016年。元会社員で右派の政治団体、維新政党・新風の党員であり、在日特権を許さない市民の会の会員でもある柿花道明が代表。柿花は新人ながら2011年4月の吹田市議選で過去最多の得票で1位当選したが、2015年の選挙では下から2番目の595票で落選。なお大阪維新の会との関係はない。2011年6月に、吹田市議会自民党議員団の3人と無所属議員1人で合同し吹田市議会内に会派「維新倶楽部」を遅くとも2013年前結成していた、この会派は2013年前に解散している。公約は議員定数と応酬の削減。市民病院に東洋医学施設を誘致することなどであった。 |
| 四條畷維新の会                         | 大阪府四条畷市       | 2011年〜2014年。田中夏木四条畷市長が設立。議員定数の削減や議員報酬の3割カットなどを公約に掲げる。大阪維新の会とは特に関係がなく「一線を画す」方針。2011年四條畷市議会議員選挙では5人を擁立、そのうち3人が当選。2014年3月31日解散。 |
| 維新の会 藤井寺                        | 大阪府藤井寺市       | 本多穣藤井寺市議会議員が代表。大阪維新の会との関係はない。本多は2015年の市議選で落選した。2016年、政治資金収支報告書の未提出により政治団体としての資格を失った |
| 福知山市民党                           | 京都府福知山市       | 2011年〜。世話人代表は清水三雄。2008年の福知山市長選において当選した松山正治を支援した「福知山激変の会」が名称変更。結党時には、府議選で1人、市議選は議会で議員提案ができる3人以上の候補者を擁立すると発表していた。2011年4月24日投開票の福知山市議会選挙では、推薦候補の1人が当選した（荒川浩司）。 |
| 亀岡・キセキ                           | 京都府亀岡市         | 2010年12月に亀岡市議会の議員9人が結成した団体。現在は党としての活動は確認されていない。サイトも閉鎖されている。 |
| 地域政党 やまとの会                    | 奈良県大和郡山市     | 2012年4月〜。現役大和郡山市市議会議員の丸谷利一を含む有志によって結成。2013年6月の大和郡山市市長選挙・市議会議員補欠選挙にそれぞれ候補者を出すも落選。丸谷利一が役員を離れる等、紆余曲折を経て役員を刷新、新体制を構築しつつある。日本人らしい“やまと心”を理念としている。主な政策は伝統的道徳を重視した徳育と実用性に重きを置いた教育政策、有償ボランティア制度を用いた福祉改革、健康寿命を延ばし介護や治療を受ける必要性を減らす予防医療政策。地域企業を中心とした産業支援、地域住民を中心とした産業ネットワークの構築。 |
| 分権の会                               | 奈良県香芝市         | 2011年〜2017年。後に香芝市長となる吉田弘明や元民主党奈良県連職員の一谷みゆきを中心として結成。2012年5月の香芝市長選挙では、みんなの党の推薦を受けた吉田弘明が市長に当選。2013年3月の香芝市議会議員選挙において公認候補を3人擁立し、中川広美、維新政治塾生の福岡憲宏が当選。吉田弘明当選後一谷みゆきが代表就任、2014年現在の代表は福岡憲宏。主な政策は地方分権の実現。地方における、主義主張を超えた団結。「地域の事は地域住民自らが決め、実行する」ことを重視。2014年「なら・分権の会」から分権の会に名称を変更。2017年4月30日に解散した。 |
| 三田前進の会                           | 兵庫県三田市         | 2012年～2014年。笠谷圭司元三田市議会議員が設立した。2014年解散。 |
| 三田維新の会                           | 兵庫県三田市         | 2011年～2013年。設立者はNPO法人理事を務める高木伸明。同じ「維新の会」である大阪維新の会とは特に関係はない。設立者にして代表の高木は2011年三田市長選挙に同党公認で出馬したが現職候補に大差をつけられて落選した。選挙戦では「市民目線で変革」を訴え、特に公共交通機関の充実を公約に掲げた。なお代表の高木は、党設立前の2007年の市長選にも出馬（無所属）し、落選している。選挙後活動を停止、2013年には政治資金収支報告書未提出により政治団体としての指定が外れた。 |
| 地方が変わろう地域主権の会             | 兵庫県稲美町         | 2011年〜2014年。前稲美町長の赤松達夫が9月の同町議選など県内の議員・首長選への候補者擁立を視野に町内在住の自営業者ら4人と結党した。赤松代表らは町議会の議員定数の削減と一人当たりの議員応酬の引き上げを主張し議会に直接請求を行うべく集まった署名を7月25日に町の選管に提出した。しかし、2011年8月の町議会において、反対多数で否決された。2014年12月31日解散。 |
| たんぽぽ党                             | 岡山県和気郡和気町   | 2007年～2019年。2003年2月に日本共産党公認で和気町議会議員選挙に立候補し初当選した柴田淑子が、その後日本共産党を離党して設立した。柴田は2007年2月、2選、2011年2月、3選、2015年2月、4選を果たしたんぽぽ党の議席を維持したが、2019年2月の和気町議選において落選し、議席を失った。「平和憲法護持」「国際協調主義」などを掲げた。2019年解散。 |
| 広島からのうねり                       | 広島県広島市         | 2011年3月～2015年12月。元広島市議会議員の大原邦夫が設立。他地域の地域政党との連携を模索することも表明していた。代表の大原は2011年広島市長選に出馬するも、6人中3位で落選した。選挙後活動を停止し2015年12月解散。 |
| 燃える市民党                           | 島根県浜田市         | 税理士、行政書士、不動産会社社長の森谷公昭（まさあき）が代表（肩書は「党首」）。森谷は1994年から政治活動をしており、当初は無所属、その後別の党名を称していたが、2009年10月の浜田市長選挙立候補（落選）時から現在の党名を称する。浜田市議選（1994年、1999年、2003年、2005年（浜田選挙区、次点））、浜田市長選（2009年）、島根県議会議員選（2011年、浜田選挙区（定数3）、4人中4位）に立候補したがいずれも落選。2013年、浜田市議選（定数23）に24人中10位で当選し、一人会派「自己主張」(読み「じきしちょう」＝次期市長)を結成した。2017年、浜田市長選に立候補するも落選。2018年、江津市長選に立候補するも落選した。その後は浜田市で政治活動を行っており、2019年3月、第19回統一地方選挙島根県議会議員選挙に浜田選挙区から無所属で立候補するも落選した。森谷はその後の選挙では別の政治団体名を名乗り選挙に立候補しているが、政治資金収支報告書は燃える市民党の名で提出されており、政治団体として存在している。 |
| 日本共産党（左派）                     | 主に山口県           | 1969年11月〜。日本共産党から除名された福田正義らが結成した新左翼団体。通称「人民の星派」。日本共産党から分裂した党派であり、自ら地域政党とは称していないものの、本部を置く山口県下関市を中心に活動。公の所属議員はいないが、党機関誌の長周新聞社勤務員などが「民主主義と生活を守る下関市民の会」推薦の無所属候補として立候補している。かつては国政選挙への候補者（無所属）擁立もあった。1979年の下関市議会議員選挙において「民主主義と生活を守る下関市民の会」会長の小倉哲郎が当選して以降、途中空白期間を挟み、兵頭典将、次いで本池妙子が同市議選にて当選。本池は長周新聞社勤務員で、会派には所属せずに活動した。2019年の同市議選では本池妙子に代わって長周新聞記者の実娘本池涼子が立候補し当選した。詳しくは当該記事を参照のこと。 |
| 西予維新の会                           | 愛媛県西予市         | 2012年〜2021年。西予市議会議員7名が結成した。政治団体結成を届けると同時に、同じ愛媛県内で活動する地域政党の愛媛維新の会と松山維新の会とは、基本政策協定を締結し協力関係にある。2016年4月の市議選には公認候補を擁立せず、会派も消滅した。 |
| 維新の会ふくおか                       | 福岡県               | 2010年8月～2013年。元佐賀市長、元行政刷新会議事業仕分け人の木下敏之が設立。政策は道州制を視野に入れた地域主権、行政改革の推進、多国籍企業の誘致など。代表の木下は2010年福岡市長選挙に出馬するも8人中3位で落選している。なお「維新の会ふくおか」は「大阪維新の会」や福岡市長選の候補者の一人、元予備校講師の飯野健二が結成した「福岡維新の会」とは別団体である。選挙後活動を停止した。2013年解散。 |
| 九州ファシスト党・我々団               | （沖縄県を除く）九州 | 革命家の外山恒一が設立した議会制民主主義を否定するファシズム結社。 |
| 新風日向                               | 宮崎県日向市         | 2012年～2014年日向市長選挙に出馬するため、保険コンサルタントの黒木紹光が立ち上げた政治団体、立ち上げ時の名称は日向維新の会。黒木は「市政の刷新」を掲げて選挙戦を戦ったが、現職の黒木健二に敗れた。維新の会を名乗るが、大阪維新の会とは無関係である。2012年名称を「宮崎維新の会」に変更、2014年に名称を「新風日向」に変更、同年12月28日解散。黒木は2024年の日向市長選挙に「黄門隊」から立候補したが落選。 |
| かりゆしクラブ                         | 沖縄県               | 1970年〜。旧・「琉球独立党」。琉球諸島の独立、或いは高度な自治の獲得を訴える。 |
| シーサー党                             | 沖縄県               | |
| 西宮維新の会                           | 兵庫県西宮市         | 2014年、号泣記者会見で話題となった野々村竜太郎兵庫県議会議員（西宮市選挙区選出）が代表を務めていた。 |

## 日本以外の国における地域政党

### イギリス
- イギリス本土
  - スコットランド国民党（スコットランド）
  - プライド・カムリ（ウェールズ）
- 北アイルランド
  - 北アイルランド同盟党
  - 民主統一党
  - シン・フェイン
  - 社会民主労働党
  - 進歩統一党
  - アルスター統一党

### イタリア
- 同盟（北イタリア） - イタリア北部の分離・独立、連邦制導入を主張。
- 南チロル人民党（ボルツァーノ） - 南チロル（旧オーストリア・ハンガリー帝国領）のドイツ語話者およびラディン語話者の利益を代表する。
- ヴァレダオスタ連合（アオスタ）

### インド
- タミル・ナードゥ州
  - ドラーヴィダ進歩党
  - 全インド・アンナー・ドラーヴィダ進歩党
- ジャールカンド解放戦線（ジャールカンド州）
- アーンドラ・プラデーシュ州
  - テルグ・デサム党
  - テランガナ国民協会
- シヴ・セーナー（マハーラーシュトラ州）
- アカリ・ダル（パンジャーブ州）
- ジャンムー・カシミール州
  - ジャンムー・カシミール民族協議会
  - ジャンムー・カシミール人民民主党
- シッキム民主戦線（シッキム州）
- アソム人民会議（アッサム州）

### アメリカ
- 民主党 (過去) - 南北戦争により党組織が南北に分断されたことで一時期南部の地域政党[259]の様相を呈し共和党長期政権を許したがフランクリン・ルーズベルト以後はニューディール連合等の支持層[260]を背景に強力な全国政党へと成長を遂げた。
- 共和党 (初期) - 結党当初は北部の資本家を支持層の中心とする地域政党感が強かったがリンカーンの下、南北戦争を勝利に導いたことでフランクリン・ルーズベルトが登場するまでの殆どの期間政権を握った。

### カナダ
- ブロック・ケベコワ（ケベック党・ケベック州） - フランス語圏であるケベック州の分離独立を主張している。

### スペイン
連邦国家ではないものの、地方分権の考え方が強く、各州に大きな権限が与えられている。2019年4月28日に行われた総選挙でも複数の地域政党が全国議会に多く議席を獲得するなど、民族自決・地域自治の考えが根強い。地域の自治権拡充の要求をするものから、民族自決・独立国家建設を標榜するものまでがある。
- カタルーニャ州
  - 集中と統一 → ジュンツ・パル・カタルーニャ - 2017年カタルーニャ独立宣言に於いて大きな役割を果たした。国会に議席を持つ。
  - カタルーニャ共和主義左翼 - スペイン王国成立以前からの伝統的なカタルーニャ政府を運営していた政党。スペインで現存最古の政党。国会に議席を持つ。
  - 人民統一候補 - サンディカリズム系極左カタルーニャ民族主義政党。上の2つと並び、カタルーニャ独立派を構成する。
- バスク州・ナバーラ州
  - バスク民族主義党（バスク州） - バスク地方最大の政党で、バスクナショナリズムの中心的役割を果たしている。国会に議席を持つ。
  - ナバーラ住民連合（ナバーラ州） - バスクナショナリズムとナバーラ州のナショナリズムを明確に差別化し、ナバーラ州のバスク州への統合を防ぐ主張を持つ。
  - アマユール（バスク州、ナバーラ州）
    - バタスナ（バスク州） - 武装勢力「バスク祖国と自由」の政治部門。バスク・ナショナリズムに大きな影響力を持つ。違法政党であるが、事実上のアマユールの構成組織であるとされる。

  - EHビルドゥ（バスク州、ナバーラ州） - 2011年4月3日設立、同年5月22日の地方選挙において、バスク州第二の政治勢力となった。国会に議席を持つ。
- ガリシア州
  - ガリシア民族主義ブロック
  - アノーバ＝イルマンダーデ・ナショナリスタ
  - TEGA
- ヴァレンシア民族主義ブロック（バレンシア州）
- マジョルカ連合（バレアレス諸島州）
- アストゥリアス市民フォーラム（アストゥリアス州）
- アラゴン州
  - アラゴン主義連合
  - アラゴン党
- カンタブリア地域主義党（カンタブリア州） - 国会に議席を持つ。
- カナリアス連合（カナリアス諸島州） - 国会に議席を持つ。
- アンダルシーア主義党（アンダルシーア州）
- カスティーリャ・イ・レオン州
  - レオン地域主義党
  - エル・ビエルソ党

### スリランカ
- タミル国民同盟（北部）

### ドイツ
- キリスト教社会同盟（バイエルン州） - ドイツ連邦議会においてキリスト教民主同盟と統一会派を形成している。キリスト教民主同盟はバイエルン州では政党名簿を提出していないので競合しない。
- 民主社会党（旧東ドイツ） - ドイツ社会民主党最左派が離党して結成したグループと合流して左翼党を結成したことにより全国政党化し、解消。
- 南シュレースヴィヒ選挙人同盟（シュレースヴィヒ=ホルシュタイン州） - デンマーク系住民の利益を代表する地域政党。2021年の連邦議会選挙で1議席を獲得。

### ネパール
- マデシ人権フォーラム（南部平原地帯・マデシ地方）
- タライ・マデシ民主党（同上）
- 友愛党（同上）